# Felix Thijssen
Felix Thijssen (Rijswijk (Zuid-Holland), 24 november 1933 – Saint-Germain-de-Calberte, 26 juli 2022) was een Nederlandse schrijver van kinder-, sciencefiction- en spannende boeken. Ook schreef hij diverse scenario's voor speelfilms en televisieseries.

## Levensloop
Thijssen volgde slechts drie jaar lagere school, mede door de oorlog, en ontwikkelde zichzelf door lezen en goed kijken. Hij kreeg baantjes in filmstudio’s, op boerderijen en als reisleider. In 1950 schreef hij als zeventienjarige een detective-verhaal met de titel 'De man met de bolhoed'.
Een jaar later vertrok hij naar zijn vader in Frankrijk. Tussen 1952 en 1954 gaf hij hier Engelse les in een Jezuïetenklooster. In 1955 keerde hij terug naar Nederland waar hij gedurende zo'n 15 jaar in de journalistiek werkzaam was, onder andere bij Het Binnenhof, De Nieuwe Pers en Het Centrum. Hij trouwde met een pianiste en kreeg met haar twee kinderen. Ze scheidden in 1968.
In 1970 kocht Thijssen een oude boerderij in het dorpje Acquoy, bij het fort Asperen. Hier besloot hij zich volledig aan het schrijven te wijden. Hij had toen al twee romans en enkele kinderboeken en hoorspelen geschreven. 
Ook vertaalde hij romans van de bekende sciencefiction-schrijver John Wyndham. In deze tijd schreef hij ook onder het pseudoniem Ruard Lanser over de avonturen van Rob Staalman, de westerns met Vince Robbers en thrillers met Sander Wolf. In 1974 schreef hij het scenario voor de speelfilm 'Help, de dokter verzuipt', naar het boek van Toon Kortooms; dit was het begin van een lange nevencarrière als scenarioschrijver. Een tweede pseudoniem dat Felix gebruikte was: Philip van Akooy.
In 1975 verhuisde Thijssen terug naar Frankrijk, trouwde opnieuw en kreeg uit dit huwelijk ook twee kinderen. Felix en zijn tweede vrouw scheidden in 1979. Tussen 1971 en 1979 schreef hij zo'n vijftien sciencefictionboeken, waaronder de achtdelige serie over Ruimteverkenner Mark Stevens en vier boeken over Arne Nay Sterzon. Felix Thijssen was de eerste Nederlandse schrijver die succes had met dit genre.
In 1978 verhuisde Thijssen met zijn tweede vrouw en hun kinderen naar Ierland, waar hij de thriller 'Eindspel' schreef. In datzelfde jaar schreef hij ook de Charlie Mann-thrillers 'Wildschut' (verfilmd in 1985) en 'Jachtschade'. In 1979 keerde hij terug naar Nederland en woonde achtereenvolgens kortere periodes in Beusichem, Maurik en Rumpt aan de Linge. In dit jaar schreef hij het non-fictieboek 'Gids om te overleven'. Dit boek werd in 1984, nadat de film 'The Day After' uitkwam, opnieuw uitgebracht onder de naam 'The Day After: Hoe overleef ik een kernoorlog'.
Vanaf 1983 schreef hij televisieseries, waaronder 'Nederlanders Overzee', 'Iris', 'Bureau Kruislaan', 'Coverstory' en 'Unit 13'. In 1984 schreef hij het scenario voor de Baantjer-film 'Moord in extase'. Vanaf 1998 schreef hij de zogenaamde Max Winter-mysteries. Voor het eerste deel 'Cleopatra' ontving hij in 1999 de Gouden Strop. Andere boeken van zijn latere jaren zijn 'Onder de Spekboom' (1997) en 'Het Diepe Water' (2006), dat ook genomineerd is voor de Gouden Strop. Deze laatste roman won in 2006 ook de 'Diamanten Kogel', de Vlaamse prijs voor de beste Nederlandstalige spannende roman.
Felix Thijssen woonde sinds het begin van de jaren 1980 met vrouw in de Franse Cevennen in een oude tempeliersvesting. Hij overleed hier op 88-jarige leeftijd.

## Necrologie
- Mark Moorman, 'Felix Thijssen (1933-2022)', De Volkskrant donderdag 28 juli, pag. V12